# エイボン・プロダクツ
エイボン・プロダクツは、イギリス、ロンドンに本拠を置く化粧品の製造販売を行っている企業。

## 概要

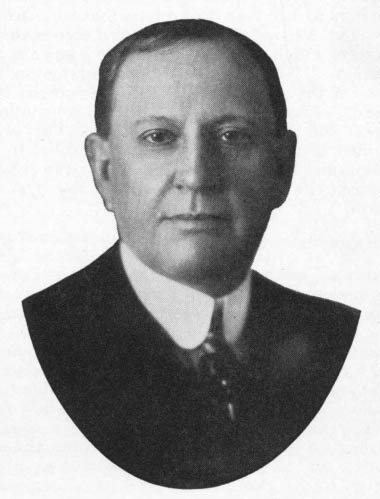
創業者デヴィッド・マコンネル

1886年、ニューヨークのチェンバーズ・ストリート126番地で書籍のセールスマンだったデヴィッド・H・マコンネルによって創業。1892 年にカリフォルニアの花のイメージから社名をカリフォルニア香水社（California Perfume Co.）に変更。1929年にエイボンブランドの製品を発売し1939年に社名もエイボン・プロダクツに改称した。創業から早い時期にエイボンレディーによる訪問販売を採用し、いわゆる直接販売業者の草分け的存在である。

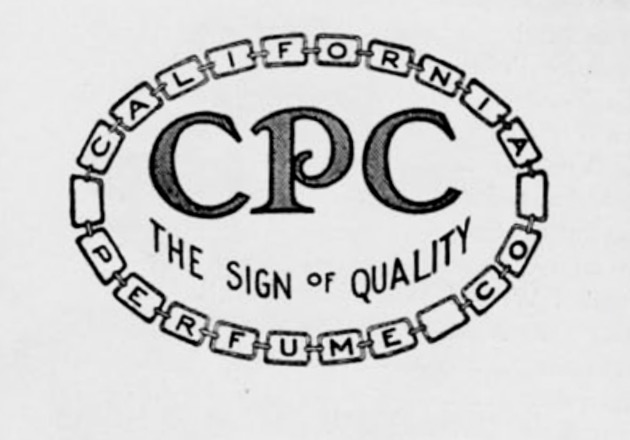
カリフォルニア香水社のロゴ
旧エイボン時代のロゴ

2019年にブラジルの化粧品メーカー、ナチュラが株式交換の形でエイボン・プロダクツを買収、子会社化した。
エイボン・プロダクツ インコーポレイテッド（Avon Products, Inc.）はニューヨーク証券取引所に上場していた（NYSE: AVP）。

## 日本における展開
1968年日本進出、1973年より日本での化粧品製造を開始したほか、同年に日本法人の「エイボン・プロダクツ株式会社」(Avon Products Co., Ltd.) を設立。1987年にはJASDAQ(現・東証スタンダード)で株式を公開した。2010年、株式公開買付けにより Devon Holdings へ株式を売却し、米国エイボングループの株主から離れることとなった。2016年には、株主が株式会社キーストーン・パートナース傘下の投資事業有限責任組合へ移行した。
2018年4月24日、韓国のLGグループが子会社の銀座ステファニー化粧品を通じ、エイボン・プロダクツの株式100％を105億円で取得する契約を締結したと発表。2019年9月1日、エイボン・プロダクツ株式会社は「エフエムジー & ミッション株式会社」(FMG & MISSION CO., LTD.) に社名変更した。
日本においては2002年より、「リップ1本でできるボランティア」乳がんの早期検診「ピンクリボン活動」を積極的に展開している。また、1979年には「社会のために有意義な活動を続け、人々に勇気や希望を与える女性たちの活動を後押ししたい」という願いのもと、エイボン女性年度賞を設立した。2018年の第38回まで続いた。
工場は神奈川県愛甲郡愛川町にあったが、2014年1月31日をもって閉鎖された。
2014年6月には、神奈川県横浜市西区みなとみらいのみなとみらいビジネススクエア（13・14階）にオフィス（事業所）を新設している。

### 直営店
直営店（ビューティセンター）として以下を展開している。
- 銀座店（本店）：本社所在地でもある東京都港区新橋1-5-1の8階に所在。

なお、旧本社オフィスがあった新宿区西新宿三丁目の東京オペラシティタワーの1階にもかつて直営店を出店していた。